# Peridea fusca
Peridea fusca är en fjärilsart som beskrevs av Edward Alfred Cockayne 1951. Peridea fusca ingår i släktet Peridea och familjen tandspinnare. Inga underarter finns listade i Catalogue of Life.